# IndyCar Series 2007
IndyCar Series 2007 – był dwunastym sezonem wyścigów pod szyldem IndyCar Series. Rozpoczął się on 24 marca wyścigiem w Homestead (przy sztucznym oświetleniu), a zakończył 9 września dramatycznym wyścigiem na torze Chicagoland Speedway gdzie kwestia tytułu mistrzowskiego Dario Franchitti’ego rozstrzygnęła się dopiero na ostatnim okrążeniu. Tytuł najlepszego nowicjusza („Rookie of the Year”) zdobył Ryan Hunter-Reay.

## Wyniki
| Runda | Wyścig                                                                                             | Czołowa trójka | Czołowa trójka    | Czołowa trójka         | Czołowa trójka |
| Runda | Wyścig                                                                                             | Poz.           | Kierowca          | Zespół                 | Czas           |
| ----- | -------------------------------------------------------------------------------------------------- | -------------- | ----------------- | ---------------------- | -------------- |
| 1     | XM Satellite Radio Indy 300 24 marca, Homestead-Miami Speedway                                     | 1              | Dan Wheldon       | Chip Ganassi Racing    | 1:48.06.8893   |
| 1     | XM Satellite Radio Indy 300 24 marca, Homestead-Miami Speedway                                     | 2              | Scott Dixon       | Chip Ganassi Racing    | +6.4993        |
| 1     | XM Satellite Radio Indy 300 24 marca, Homestead-Miami Speedway                                     | 3              | Sam Hornish Jr.   | Penske Racing          | +17.4754       |
|       | |                |                   |                        |                |
| 2     | Honda Grand Prix of St.Petersburg 1 kwietnia, St.Petersburg                                        | 1              | Hélio Castroneves | Penske Racing          | 2:01:07.3512   |
| 2     | Honda Grand Prix of St.Petersburg 1 kwietnia, St.Petersburg                                        | 2              | Scott Dixon       | Chip Ganassi Racing    | +0.6007        |
| 2     | Honda Grand Prix of St.Petersburg 1 kwietnia, St.Petersburg                                        | 3              | Tony Kanaan       | Andretti Green Racing  | +7.9130        |
|       | |                |                   |                        |                |
| 3     | Indy Japan 300 21 kwietnia, Twin Ring Motegi                                                       | 1              | Tony Kanaan       | Andretti Green Racing  | 1:52:23.2574   |
| 3     | Indy Japan 300 21 kwietnia, Twin Ring Motegi                                                       | 2              | Dan Wheldon       | Chip Ganassi Racing    | +0.4828        |
| 3     | Indy Japan 300 21 kwietnia, Twin Ring Motegi                                                       | 3              | Dario Franchitti  | Andretti Green Racing  | +11.5538       |
|       | |                |                   |                        |                |
| 4     | Kansas Lottery Indy 300 29 kwietnia, Kansas Speedway                                               | 1              | Dan Wheldon       | Chip Ganassi Racing    | 1:36:56.0586   |
| 4     | Kansas Lottery Indy 300 29 kwietnia, Kansas Speedway                                               | 2              | Dario Franchitti  | Andretti Green Racing  | +18.4830       |
| 4     | Kansas Lottery Indy 300 29 kwietnia, Kansas Speedway                                               | 3              | Hélio Castroneves | Penske Racing          | +33.2280       |
|       | |                |                   |                        |                |
| 5     | 91st Indianapolis 500 27 maja, Indianapolis Motor Speedway                                         | 1              | Dario Franchitti  | Andretti Green Racing  | 2:44:03.5608   |
| 5     | 91st Indianapolis 500 27 maja, Indianapolis Motor Speedway                                         | 2              | Scott Dixon       | Chip Ganassi Racing    | +0.3610        |
| 5     | 91st Indianapolis 500 27 maja, Indianapolis Motor Speedway                                         | 3              | Hélio Castroneves | Penske Racing          | +1.8485        |
|       | |                |                   |                        |                |
| 6     | ABC Supply Company A.J. Foyt 225 3 czerwca, The Milwaukee Mile                                     | 1              | Tony Kanaan       | Andretti Green Racing  | 1:47:42.4393   |
| 6     | ABC Supply Company A.J. Foyt 225 3 czerwca, The Milwaukee Mile                                     | 2              | Dario Franchitti  | Andretti Green Racing  | +2.5707        |
| 6     | ABC Supply Company A.J. Foyt 225 3 czerwca, The Milwaukee Mile                                     | 3              | Dan Wheldon       | Chip Ganassi Racing    | +3.1149        |
|       | |                |                   |                        |                |
| 7     | Bombardier Learjet 550 9 czerwca, Texas Motor Speedway                                             | 1              | Sam Hornish Jr.   | Penske Racing          | 1:52:15.2873   |
| 7     | Bombardier Learjet 550 9 czerwca, Texas Motor Speedway                                             | 2              | Tony Kanaan       | Andretti Green Racing  | +0.0786        |
| 7     | Bombardier Learjet 550 9 czerwca, Texas Motor Speedway                                             | 3              | Danica Patrick    | Andretti Green Racing  | +0.3844        |
|       | |                |                   |                        |                |
| 8     | Iowa Corn Indy 250 presented by Ethanol 24 czerwca, Iowa Speedway                                  | 1              | Dario Franchitti  | Andretti Green Racing  | 1:48:14.1344   |
| 8     | Iowa Corn Indy 250 presented by Ethanol 24 czerwca, Iowa Speedway                                  | 2              | Marco Andretti    | Andretti Green Racing  | +0.0681        |
| 8     | Iowa Corn Indy 250 presented by Ethanol 24 czerwca, Iowa Speedway                                  | 3              | Scott Sharp       | Rahal Letterman Racing | +1.0577        |
|       | |                |                   |                        |                |
| 9     | SunTrust Indy Challenge presented by XM Satellite Radio 30 czerwca, Richmond International Raceway | 1              | Dario Franchitti  | Andretti Green Racing  | 1:24:19.6684   |
| 9     | SunTrust Indy Challenge presented by XM Satellite Radio 30 czerwca, Richmond International Raceway | 2              | Scott Dixon       | Chip Ganassi Racing    | +0.4194        |
| 9     | SunTrust Indy Challenge presented by XM Satellite Radio 30 czerwca, Richmond International Raceway | 3              | Dan Wheldon       | Chip Ganassi Racing    | +1.3629        |
|       | |                |                   |                        |                |
| 10    | Camping World Watkins Glen Grand Prix 8 lipca, Watkins Glen International                          | 1              | Scott Dixon       | Chip Ganassi Racing    | 1:43:51.5094   |
| 10    | Camping World Watkins Glen Grand Prix 8 lipca, Watkins Glen International                          | 2              | Sam Hornish Jr.   | Penske Racing          | +6.2591        |
| 10    | Camping World Watkins Glen Grand Prix 8 lipca, Watkins Glen International                          | 3              | Dario Franchitti  | Andretti Green Racing  | +9.7492        |
|       | |                |                   |                        |                |
| 11    | Firestone Indy 200 15 lipca, Nashville Superspeedway                                               | 1              | Scott Dixon       | Chip Ganassi Racing    | 1:35:06.2615   |
| 11    | Firestone Indy 200 15 lipca, Nashville Superspeedway                                               | 2              | Dario Franchitti  | Andretti Green Racing  | +2.2400        |
| 11    | Firestone Indy 200 15 lipca, Nashville Superspeedway                                               | 3              | Danica Patrick    | Andretti Green Racing  | +3.1884        |
|       | |                |                   |                        |                |
| 12    | The Honda 200 at Mid-Ohio presented by Westfield Insurance 22 lipca, Mid-Ohio Sports Car Course    | 1              | Scott Dixon       | Chip Ganassi Racing    | 1:47:24.0663   |
| 12    | The Honda 200 at Mid-Ohio presented by Westfield Insurance 22 lipca, Mid-Ohio Sports Car Course    | 2              | Dario Franchitti  | Andretti Green Racing  | +2.6917        |
| 12    | The Honda 200 at Mid-Ohio presented by Westfield Insurance 22 lipca, Mid-Ohio Sports Car Course    | 3              | Hélio Castroneves | Penske Racing          | +8.6783        |
|       | |                |                   |                        |                |
| 13    | Firestone Indy 400 5 sierpnia, Michigan International Speedway                                     | 1              | Tony Kanaan       | Andretti Green Racing  | 2:49:38.0509   |
| 13    | Firestone Indy 400 5 sierpnia, Michigan International Speedway                                     | 2              | Marco Andretti    | Andretti Green Racing  | +0.0595        |
| 13    | Firestone Indy 400 5 sierpnia, Michigan International Speedway                                     | 3              | Scott Sharp       | Rahal Letterman Racing | +0.3867        |
|       | |                |                   |                        |                |
| 14    | Meijer Indy 300 presented by Coca-Cola and Edy’s 11 sierpnia, Kentucky Speedway                    | 1              | Tony Kanaan       | Andretti Green Racing  | 1:38:21.7078   |
| 14    | Meijer Indy 300 presented by Coca-Cola and Edy’s 11 sierpnia, Kentucky Speedway                    | 2              | Scott Dixon       | Chip Ganassi Racing    | +1.7457        |
| 14    | Meijer Indy 300 presented by Coca-Cola and Edy’s 11 sierpnia, Kentucky Speedway                    | 3              | A.J. Foyt IV      | Vision Racing          | +2.1070        |
|       | |                |                   |                        |                |
| 15    | Motorola Indy 300 26 sierpnia, Infineon Raceway                                                    | 1              | Scott Dixon       | Chip Ganassi Racing    | 1:51:58.5533   |
| 15    | Motorola Indy 300 26 sierpnia, Infineon Raceway                                                    | 2              | Hélio Castroneves | Penske Racing          | +0.5449        |
| 15    | Motorola Indy 300 26 sierpnia, Infineon Raceway                                                    | 3              | Dario Franchitti  | Andretti Green Racing  | +8.3814        |
|       | |                |                   |                        |                |
| 16    | Detroit Indy Grand Prix presented by Firestone 2 września, Detroit                                 | 1              | Tony Kanaan       | Andretti Green Racing  | 2:11:50.5097   |
| 16    | Detroit Indy Grand Prix presented by Firestone 2 września, Detroit                                 | 2              | Danica Patrick    | Andretti Green Racing  | +0.4865        |
| 16    | Detroit Indy Grand Prix presented by Firestone 2 września, Detroit                                 | 3              | Dan Wheldon       | Chip Ganassi Racing    | +1.2207        |
|       | |                |                   |                        |                |
| 17    | Peak Antifreeze Indy 300 presented by Mr. Clean 9 września, Chicagoland Speedway                   | 1              | Dario Franchitti  | Andretti Green Racing  | 1:44:53.7950   |
| 17    | Peak Antifreeze Indy 300 presented by Mr. Clean 9 września, Chicagoland Speedway                   | 2              | Scott Dixon       | Chip Ganassi Racing    | +1.8439        |
| 17    | Peak Antifreeze Indy 300 presented by Mr. Clean 9 września, Chicagoland Speedway                   | 3              | Sam Hornish Jr.   | Penske Racing          | +1 okrążenie   |

     tor owalny  
     tor drogowy  
     tor uliczny

## Klasyfikacja
| Poz. | Kierowca          | HOM | STP | MOT | KAN | IND | MIL | TEX | IOW | RIC | WAT | NAS | MID | MIC | KEN | SON | DET | CHI | Suma punktów |
| ---- | ----------------- | --- | --- | --- | --- | --- | --- | --- | --- | --- | --- | --- | --- | --- | --- | --- | --- | --- | ------------ |
| 1    | Dario Franchitti  | 7   | 5   | 3   | 2   | 1   | 2   | 4   | 1L  | 1L  | 3   | 2   | 2   | 13L | 8   | 3L  | 6L  | 1   | 637          |
| 2    | Scott Dixon       | 2   | 2   | 4   | 4   | 2   | 4   | 12  | 10  | 2   | 1L  | 1L  | 1   | 10  | 2   | 1   | 8   | 2   | 624          |
| 3    | Tony Kanaan       | 5   | 3   | 1   | 15  | 12L | 1   | 2   | 16  | 4   | 4   | 18  | 4   | 1   | 1L  | 4   | 1   | 6   | 576          |
| 4    | Dan Wheldon       | 1L  | 9   | 2L  | 1L  | 22  | 3   | 15  | 11  | 3   | 7   | 8   | 10  | 12  | 17  | 7   | 3   | 13  | 466          |
| 5    | Sam Hornish Jr.   | 3   | 7   | 5   | 6   | 4   | 9   | 1L  | 14  | 15  | 2   | 4   | 14  | 9   | 18  | 5   | 12  | 3L  | 465          |
| 6    | Hélio Castroneves | 9   | 1L  | 7   | 3   | 3   | 16L | 16  | 8   | 11  | 18  | 6   | 3L  | 17  | 9   | 2   | 14  | 4   | 446          |
| 7    | Danica Patrick    | 14  | 8   | 11  | 7   | 8   | 8   | 3   | 13  | 6   | 11  | 3   | 5   | 7   | 16  | 6   | 2   | 11  | 424          |
| 8    | Scott Sharp       | 12  | 11  | 6   | 13  | 6   | 6   | 7   | 3   | 8   | 14  | 7   | 11  | 3   | 6   | 14  | 11  | 5   | 412          |
| 9    | Buddy Rice        | 10  | 10  | 10  | 20  | 25  | 18  | 8   | 4   | 5   | 6   | 17  | 8   | 5   | 12  | 11  | 7   | 9   | 360          |
| 10   | Tomas Scheckter   | 8   | 6   | 9   | 5   | 7   | 17  | 14  | 19  | 7   | 13  | 11  | 9   | 11  | 5   | 8   | 13  | 20  | 357          |
| 11   | Marco Andretti    | 20  | 4   | 16  | 19  | 24  | 15  | 19  | 2   | 12  | 5   | 5   | 18  | 2   | 4   | 16  | 17  | 22  | 350          |
| 12   | Vítor Meira       | 4   | 16  | 17  | 8   | 10  | 5   | 5   | 9   | 9   | 17  | 10  | 17  | 18  | 10  | 9   | 15  | 18  | 334          |
| 13   | Darren Manning    | 13  | 12  | 12  | 11  | 20  | 11  | 13  | 5   | 14  | 9   | 9   | 6   | 15  | 13  | 12  | 4   | 21  | 332          |
| 14   | A.J. Foyt IV      | 18  | 13  | 13  | 9   | 14  | 13  | 17  | 12  | 13  | 15  | 12  | 13  | 8   | 3   | 15  | 9   | 10  | 315          |
| 15   | Ed Carpenter      | 6   | 18  | 15  | 17  | 17  | 7   | 18  | 6   | 10  | 12  | 13  | 16  | 14  | 7   | 13  | 10  | 16  | 309          |
| 16   | Kōsuke Matsuura   | 16  | 17  | 18  | 18  | 16  | 11  | 9   | 15  | 17  | 8   | 16  | 12  | 4   | 11  | 10  | 5   | 17  | 303          |
| 17   | Sarah Fisher      | 11  | 15  | 14  | 12  | 18  | 14  | 10  | 7   | 16  | 16  | 15  | 15  | 16  | 14  | 17  | 16  | 12  | 275          |
| 18   | Jeff Simmons      | 17  | 14  | 8   | 10  | 11  | 10  | 6   | 17  | 18  | 10  | 14  |     |     |     |     |     |     | 201          |
| 19   | Ryan Hunter-Reay  |     |     |     |     |     |     |     |     |     |     |     | 7   | 6   | 15  | 18  | 18  | 7   | 119          |
| 20   | Milka Duno        |     |     |     | 14  | 31  |     | 11  | 18  | 19  |     | NS  |     | 19  |     |     |     | 15  | 96           |
| 21   | Marty Roth        | 15  |     |     | 21  | 28  |     |     |     |     |     |     |     |     |     |     |     | 14  | 53           |
| 22   | Alex Barron       | 19  |     |     | 16  | 15  |     |     |     |     |     |     |     |     |     |     |     |     | 41           |
| 23   | Jon Herb          |     |     |     |     | 32  |     | 20  |     |     |     |     |     | 20  |     |     |     |     | 34           |
| 24   | Ryan Briscoe      |     |     |     |     | 5   |     |     |     |     |     |     |     |     |     |     |     |     | 30           |
| 25   | Hideki Mutō       |     |     |     |     |     |     |     |     |     |     |     |     |     |     |     |     | 8   | 24           |
| 26   | Davey Hamilton    |     |     |     |     | 9   |     |     |     |     |     |     |     |     |     |     |     |     | 22           |
| 27   | Michael Andretti  |     |     |     |     | 13  |     |     |     |     |     |     |     |     |     |     |     |     | 17           |
| 28   | Buddy Lazier      |     |     |     |     | 19  |     |     |     |     |     |     |     |     |     |     |     |     | 12           |
| 29   | P.J. Chesson      |     |     |     |     |     |     |     |     |     |     |     |     |     |     |     |     | 19  | 12           |
| 30   | Roger Yasukawa    |     |     |     |     | 21  |     |     |     |     |     |     |     |     |     |     |     |     | 12           |
| 31   | Richie Hearn      |     |     |     |     | 23  |     |     |     |     |     |     |     |     |     |     |     |     | 12           |
| 32   | Al Unser Jr.      |     |     |     |     | 26  |     |     |     |     |     |     |     |     |     |     |     |     | 10           |
| 33   | Jaques Lazier     |     |     |     |     | 27  |     |     |     |     |     |     |     |     |     |     |     |     | 10           |
| 34   | Phil Giebler      |     |     |     |     | 29  |     |     |     |     |     |     |     |     |     |     |     |     | 10           |
| 35   | John Andretti     |     |     |     |     | 30  |     |     |     |     |     |     |     |     |     |     |     |     | 10           |
| 36   | Roberto Moreno    |     |     |     |     | 33  |     |     |     |     |     |     |     |     |     |     |     |     | 10           |
| Poz. | Kierowca          | HOM | STP | MOT | KAN | IND | MIL | TEX | IOW | RIC | WAT | NAS | MID | MIC | KEN | SON | DET | CHI | Suma punktów |

     nowicjusz (rookie)  
     zakwalifikował(a) się, ale nie wystartował(a) (przyznano połowę punktów)
| Klucz punktacji | Klucz punktacji | Klucz punktacji | Klucz punktacji | Klucz punktacji | Klucz punktacji | Klucz punktacji | Klucz punktacji | Klucz punktacji | Klucz punktacji | Klucz punktacji | Klucz punktacji | Klucz punktacji | Klucz punktacji | Klucz punktacji | Klucz punktacji | Klucz punktacji | Klucz punktacji | Klucz punktacji | Klucz punktacji | Klucz punktacji           |
| Miejsce         | 1               | 2               | 3               | 4               | 5               | 6               | 7               | 8               | 9               | 10              | 11              | 12              | 13              | 14              | 15              | 16              | 17              | 18-24           | 25-33           | Najdłużej na prowadzeniuL |
| --------------- | --------------- | --------------- | --------------- | --------------- | --------------- | --------------- | --------------- | --------------- | --------------- | --------------- | --------------- | --------------- | --------------- | --------------- | --------------- | --------------- | --------------- | --------------- | --------------- | ------------------------- |
| Punkty          | 50              | 40              | 35              | 32              | 30              | 28              | 26              | 24              | 22              | 20              | 19              | 18              | 17              | 16              | 15              | 14              | 13              | 12              | 10              | 3                         |